# Sura landskommun
Sura landskommun var en tidigare kommun i Västmanlands län.

## Administrativ historik
Kommunen bildades i Sura socken i Snevringe härad i Västmanland när 1862 års kommunalförordningar trädde i kraft.
Vid kommunreformen 1952 bildade den storkommun och en del av Bergs landskommun lades samman med Sura.
Denna kommunbildning kom att bli kortlivad. Redan 1963 gick den samman med Ramnäs landskommun för att bilda Surahammars landskommun.

### Kyrklig tillhörighet
I kyrkligt hänseende tillhörde kommunen Sura församling.

## Kommunvapnet
Blasonering: Sköld genom en fjällskura delad av guld, vari två uppskjutande från varandra vända yxor med svarta huvuden och röda skaft, och av svart.
Sköldens svarta fält syftar på en inom kommunen belägen fornborg som ligger strax sydväst om Surahammar vid Borgåsen längs med väg 252. Yxorna är tagna från Snevringe häradssigill.
Vapnet fastställdes för kommunen av Kungl Maj:t 1951.

## Geografi
Sura landskommun omfattade den 1 januari 1952 en areal av 133,22 km², varav 119,92 km² land.

### Tätorter i kommunen 1960
I Sura landskommun fanns tätorten Surahammar, som hade 6 109 invånare den 1 november 1960. Tätortsgraden i kommunen var då 89,9 procent.

## Politik

### Mandatfördelning i valen 1938-1958
| 3 | 19 |  |  |  |

| 24 |

| 6 | 21 | 3 |

| 27 |

| 6 | 21 | 3 |

| 27 |

| 3 | 22 |  | 3 |  |

| 28 |

| 4 | 21 | 2 | 2 |  |

| 27 |

| 3 | 21 | 2 | 2 | 2 |

| 26 |